# BBC Radio 1Xtra
BBC Radio 1Xtra est une station de radio publique britannique appartenant à la BBC et spécialisée dans la musique urban.
Lancée le 16 août 2002 à 18h00, elle était dénommée à l'origine Network X. Les musiques qui y sont diffusées sont le hip-hop, le R&B, le dubstep, le drum and bass, le reggae, le gospel, la liste n'étant pas exhaustive. Elle n'est disponible que par voie numérique, via DAB, réseaux de télévision satellite ou câblée, TNT et Internet. La radio possède sa propre équipe d'information.

## Identité visuelle

### Logos

Logo de Radio 1 de août 2002 à 2007
Logo de BBC Radio 1Xtra de 2007 à 2010
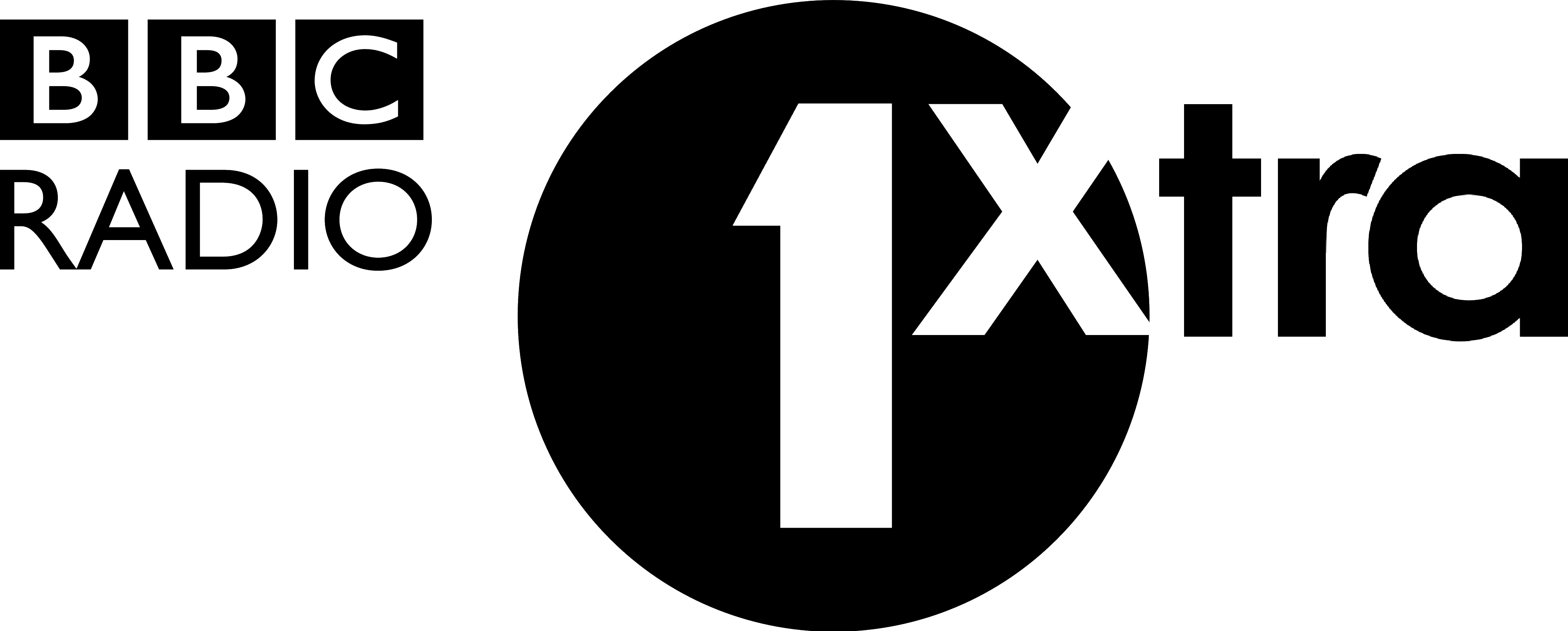
Logo de BBC Radio 1Xtra de 2010 à 2021
Logo de BBC Radio 1 depuis 2021